# Цветан Аврамов
Цветан Аврамов Яков (изписване до 1945 година: Цвѣтанъ Аврамовъ) е български революционер, войвода на Вътрешната македоно-одринска революционна организация.

## Биография
Аврамов е роден в 1877 година в петричкото село Габрене, тогава в Османската империя. Влиза във ВМОРО и от 1902 година оглавява революционния комитет в Габрене до освобождението на селото по време на Балканската война в 1912 година.